# Belém (Lisboa)
Belém es una freguesia (parroquia civil) y distrito de Lisboa, la capital de Portugal. Fue creada el 8 de noviembre de 2012 en aplicación de una resolución de la Asamblea de la República de Portugal con la unión de las freguesias de São Francisco Xabier y Santa Maria de Belém.
Belém se encuentra en el oeste de Lisboa, al oeste de Ajuda y Alcântara y directamente al este de la frontera de Lisboa con Oeiras. Belém es famoso como barrio de museos, ya que alberga muchos de los monumentos más notables de Lisboa y Portugal, como la Torre de Belém, el Monasterio de los Jerónimos, el Padrão dos Descobrimentos y el Palacio de Belém (residencia oficial del presidente de Portugal ). La población en 2011 era de 16.528.

## Historia
Las pruebas arqueológicas descubiertas a lo largo de las márgenes del Tajo indican que la ocupación humana en la zona de Belém se remonta al Paleolítico.

### Edad Media

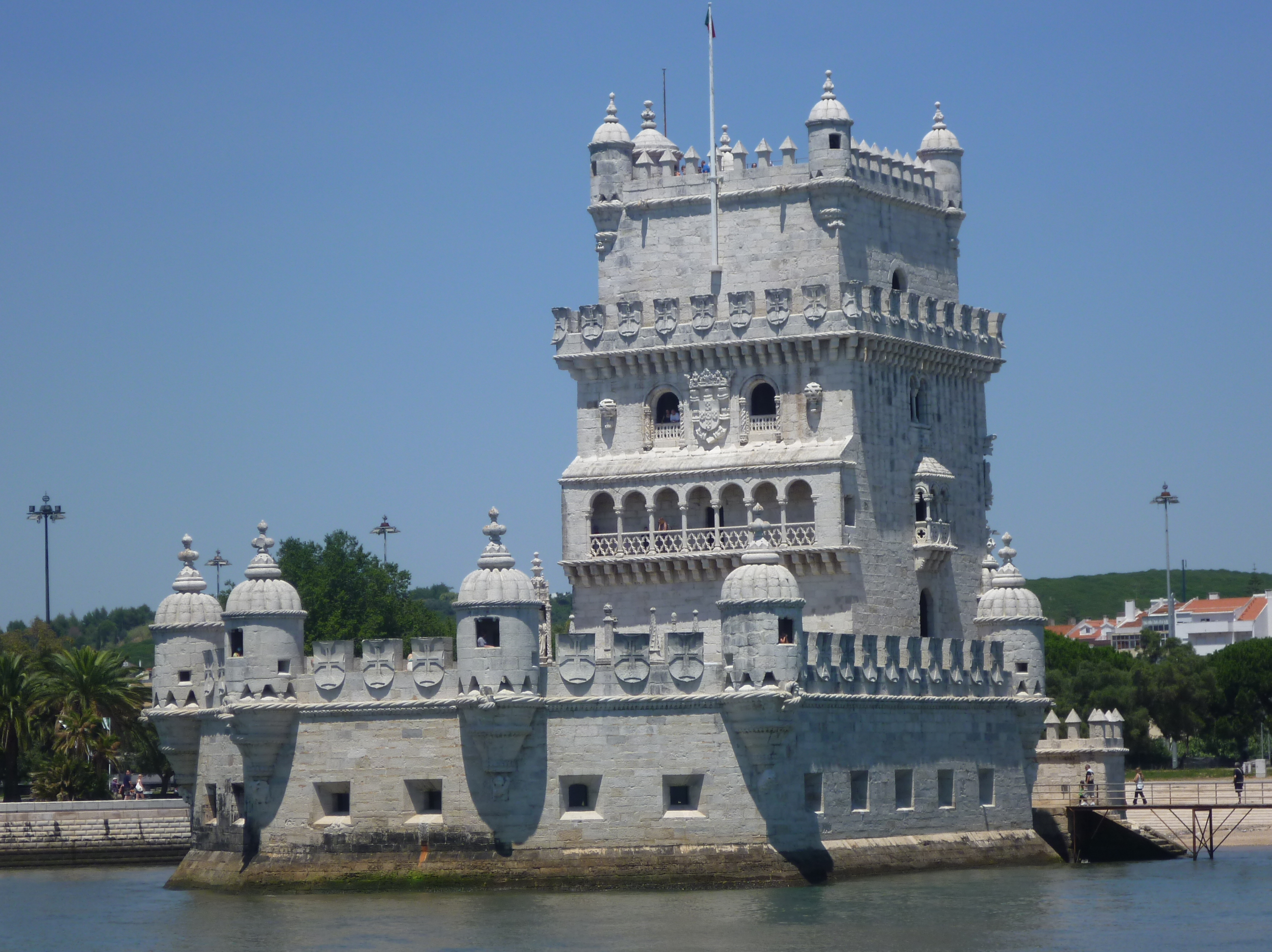
Torre de Belém, puesto militar manuelino construido en el río Tajo.

Con el establecimiento del Reino de Portugal por Afonso III, se realizaron por orden suya encuestas reales, o inquirições gerais (investigaciones generales), para inspeccionar los títulos de las tierras reclamadas por la nobleza y el clero, determinando que la población alrededor de Lisboa estaba dispersa por las tierras bajas, que eran aptas para la agricultura. En consecuencia, Belém fue conectada a la ciudad vecina por un puente en Alcântara. La proximidad de Belém al río Tajo también favoreció el desarrollo de actividades comerciales en la pequeña aldea de Aldeia do Restelo, que atrajo a marineros y otros navegantes que buscaban un anclaje seguro y protección contra los vientos cuando entraban en el río. En el siglo XIV, los moros se asentaron y cultivaron las tierras de los alrededores, proveyendo a la ciudad de productos; otros moros, tanto libres como esclavizados, trabajaron en la industria pesquera. Mientras tanto, el asentamiento en Restelo crecía lentamente hacia Lisboa.
Fue "para dar apoyo religioso y espiritual" a los aldeanos que Enrique el Navegante, como gobernador en la Orden militar-religiosa de Cristo, inició la construcción cerca del puerto pesquero de una pequeña iglesia dedicada a Santa María. Enrique también ordenó la construcción de una fuente y un abrevadero en 1460 para proporcionar agua potable al pueblo y a sus animales. La fundación de la iglesia y del monasterio de los Jerónimos por Manuel I, hacia 1459, en el emplazamiento de la iglesia más antigua, dio lugar a su traspaso de la Orden de Cristo a los monjes jerónimos y, al mismo tiempo, a su rebautización como Santa María de Belém. La estructura existente se inició por orden de Manuel I (1469-1521) en las cortes de Montemor-o-Velho en 1495, como lugar de descanso final para los miembros de la Casa de Avís, en su creencia de que un reino dinástico ibérico gobernaría después de su muerte. En 1496, el rey Manuel solicitó a la Santa Sede permiso para construir un monasterio a la entrada del Tajo. Fue tras la llegada de Vasco da Gama, un año después, con muestras de oro que había descubierto, cuando el monasterio se convirtió en un símbolo del expansionismo portugués. La iglesia se convirtió en una casa de oración para los marineros que salían o entraban en el puerto.

### Era bergantín

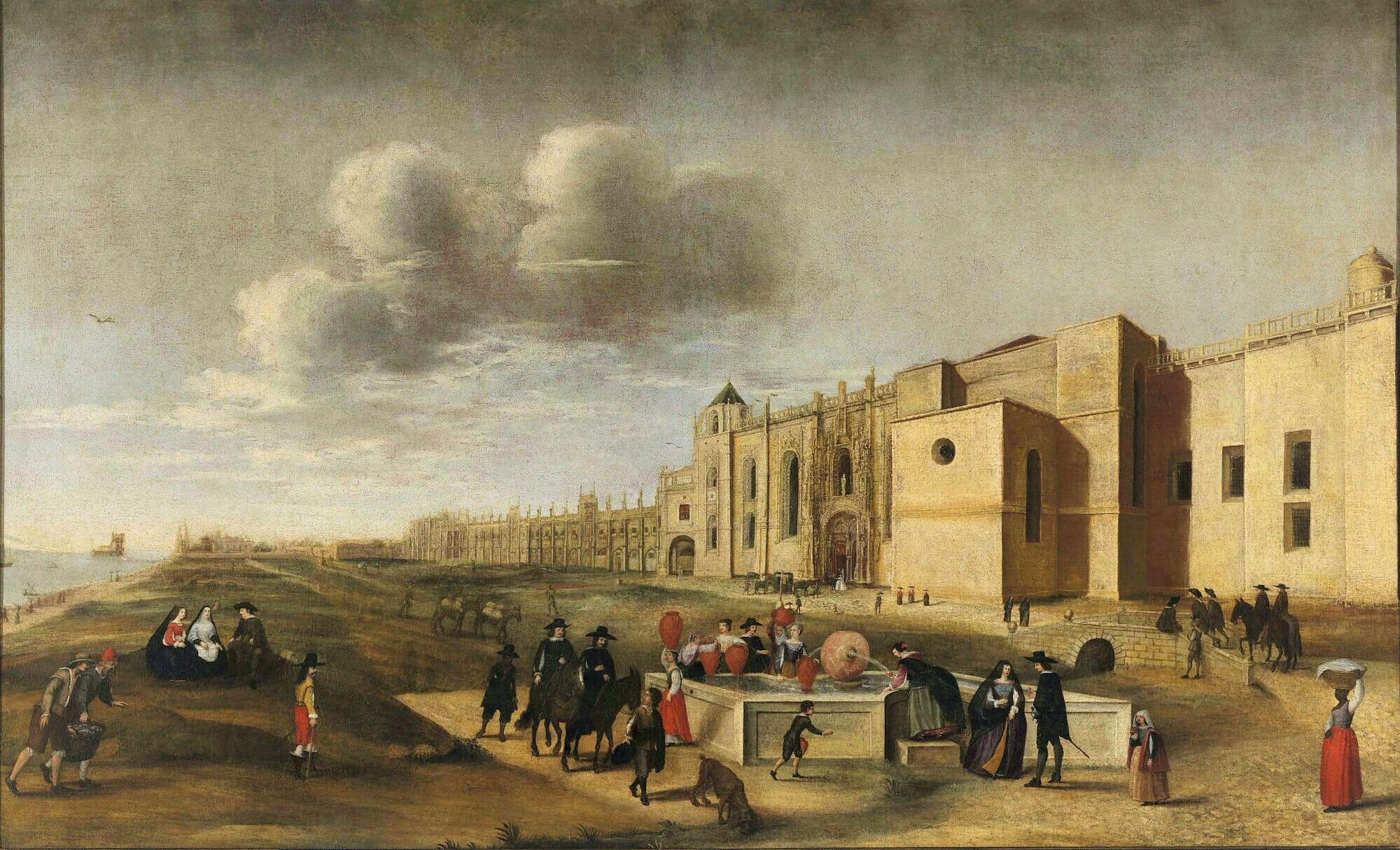
Monasterio de los Jerónimos en 1657.

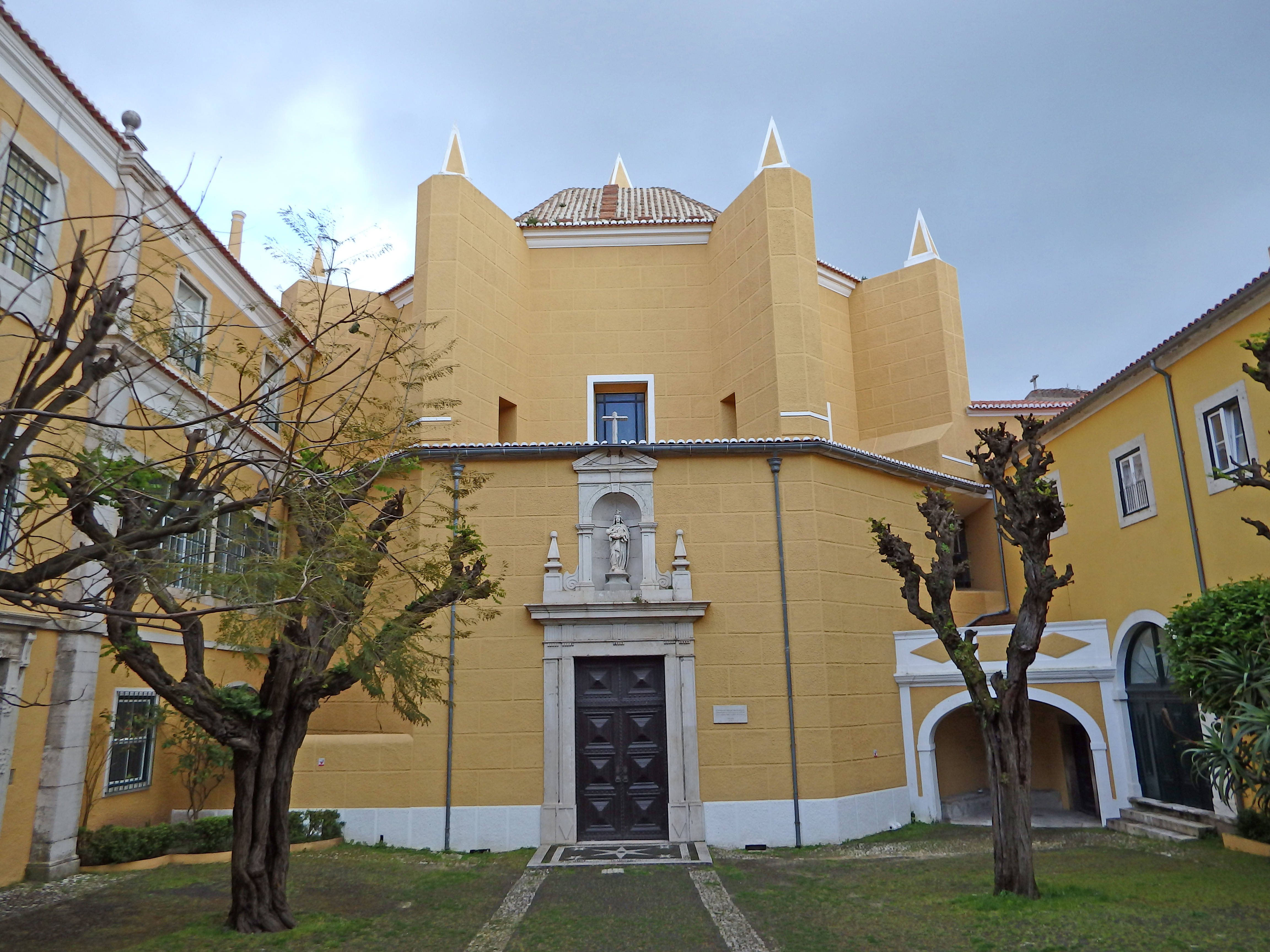
Convento Bom Sucesso, construido en 1639.

Con la restauración de la independencia portuguesa en 1640, el monasterio recuperó gran parte de su antigua importancia, convirtiéndose en el lugar de enterramiento del panteón real; dentro de sus muros fueron sepultados cuatro de los ocho hijos del rey Juan IV : el infante Teodósio (1634-1653), la infanta Joana (1636-1653), el rey Afonso VI (1643-1683) y Catalina de Braganza (1638-1705) . El 29 de septiembre de 1855, el cuerpo del rey Afonso VI fue transportado al panteón real de la Casa de Braganza en el Monasterio de São Vicente de Fora, junto con sus tres hermanos y hermana. Durante el reinado de Pedro II, en 1682, los cuerpos del rey Sebastián y del cardenal Henrique fueron enterrados en las capillas del crucero.
El mismo monarca ordenó construir "una torre de cuatro pisos" (en palabras de Damião de Góis ) sobre un afloramiento de rocas basálticas en el Tajo cerca de su margen norte, utilizando algunas de las piedras que se recogían para construir el Monasterio de los Jerónimos. Esta fue la base del baluarte de la Torre de Belém. Después de la finalización de estos dos proyectos de construcción, la nobleza estableció una serie de señoríos en el campo circundante. A medida que la población siguió creciendo lentamente, la demografía del suburbio cambió lo suficiente como para que Fray Nicolau de Oliveira indicara en 1620 que estaba dentro de los límites de la ciudad. Aparecieron nuevos conventos en la zona, y entre 1551 y 1591 (como apunta Vieira da Silva) se creó la parroquia civil de Ajuda ( Nossa Senhora da Ajuda ), consistente en un vasto territorio con clérigos instalados en el Monasterio de Belém.
El barrio de Belém se hizo cada vez más popular después de que el rey Juan V adquiriera fincas y propiedades en la zona para desarrollar las defensas de Lisboa. Carvalho da Costa señaló en su Corografia Portuguesa que "...inmediatamente delante de Junqueira está la localidad de Belém, tan saludable y apreciable que los naturales y visitantes quieren vivir en ella, y los que por falta de comodidad no pueden vivir [allí] compiten continuamente por ese sitio. En ella hay casas, fincas nobles, nobleza, nobles de primer orden en el Reino; y si el terreno permitiera más palacios o edificios, la ciudad continuaría hasta ese sitio".

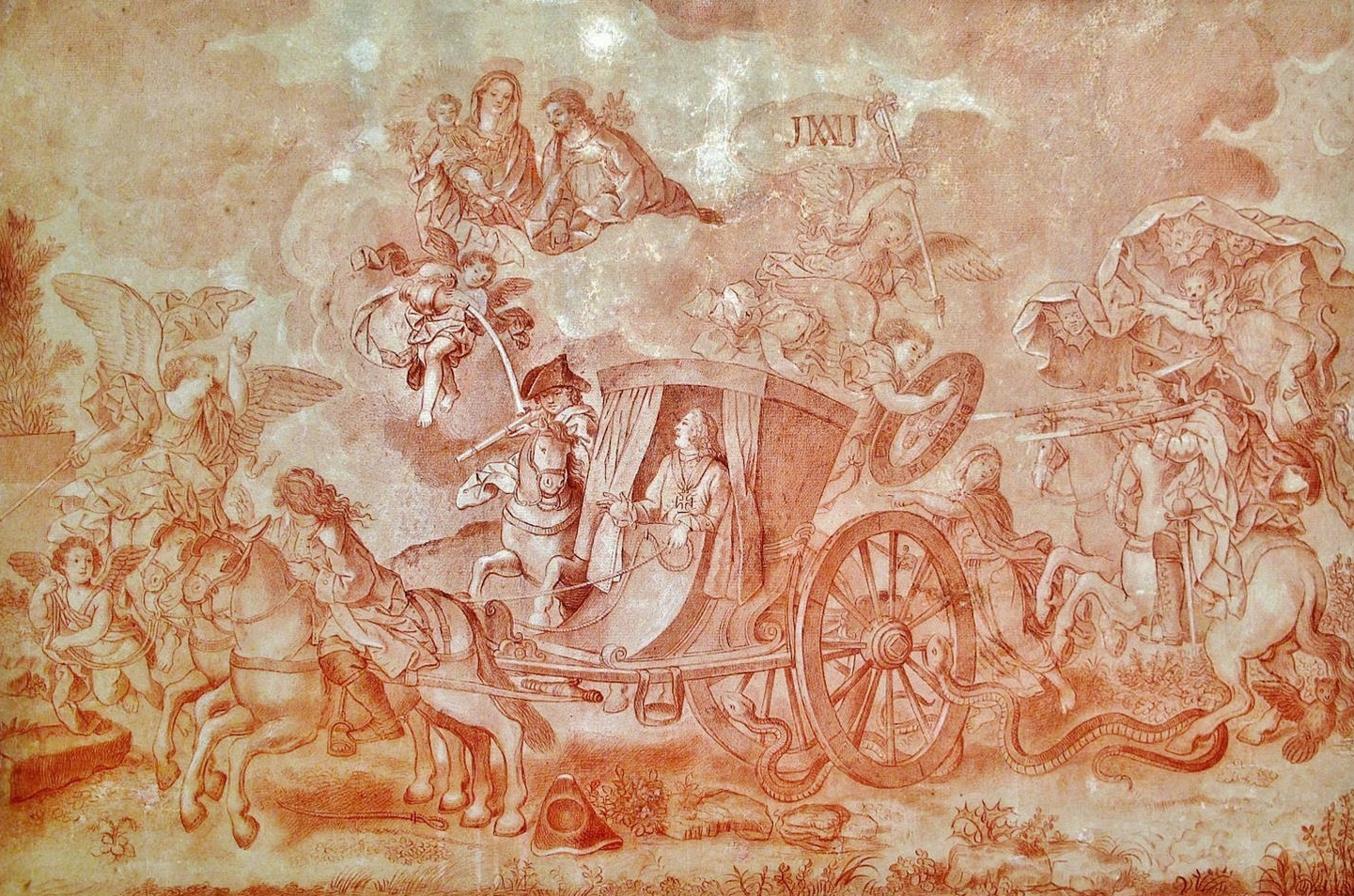
El intento de asesinato del rey José I de Portugal en 1759.

En 1770, durante el reinado de José I, se estableció la parroquia eclesiástica de São Pedro de Alcântara, que incluía el territorio al este del río Alcântra, desanexionándolo así de Ajuda. El barrio de Belém se constituyó oficialmente con autoridad judicial y administrativa propia, e incluía la parroquia eclesiástica de Ajuda, parte de Alcântra y Santa Isabel, además de las parroquias de Benfica, Belas, Barcarena y Carnaxide.
Belém y Ajuda fueron las áreas alrededor de Lisboa que sufrieron la menor destrucción en el gran terremoto de Lisboa y el posterior tsunami el 1 de noviembre de 1755. Muchos de los sobrevivientes que perdieron sus hogares se instalaron en numerosas tiendas de campaña y chozas en la región. El rey José y su corte se trasladaron a un complejo de tiendas y cuarteles ubicado en una parte de las propiedades reales donde se construiría el Palacio Nacional de Ajuda. Este traslado del Rey y su primer ministro y Secretario de Estado, el Marqués de Pombal, atrajo el comercio y convirtió a Belém-Ajuda en el centro de la burocracia estatal durante el tercer cuarto del siglo XVIII. El gobierno también consideró importante una presencia militar: se instalaron dos cuarteles de infantería de regimiento al mando del conde de Lippe y un regimiento de caballería al mando de Mecklenburg. Estos hechos consolidaron la integración de Belém-Ajuda en la ciudad de Lisboa.

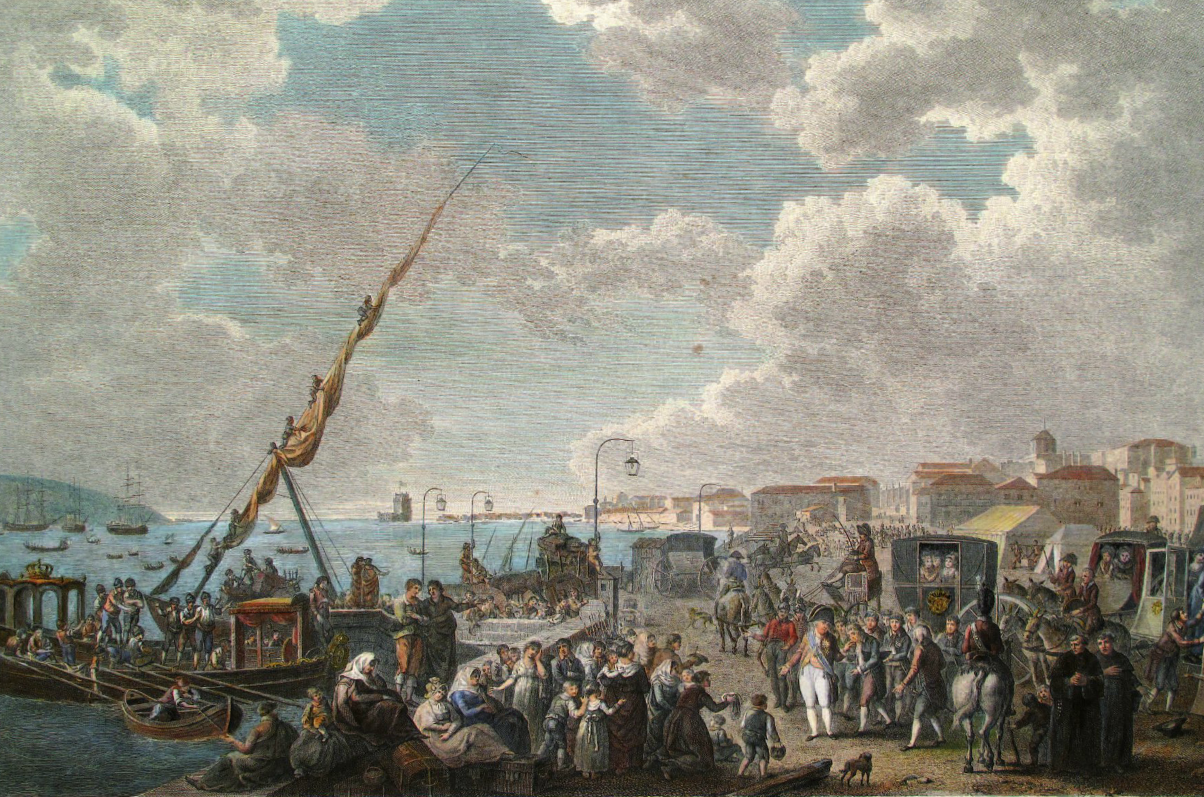
Salida de la Familia Real Portuguesa a Brasil desde Belém en 1807.

Durante la última parte del siglo XVIII, la monarquía se fue alejando poco a poco de Belém-Ajuda. En 1794, un incendio en Ajuda destruyó la Tenda Real, lo que obligó a la familia real a abandonar el lugar y residir en el Palacio Nacional de Queluz. La falta de fondos había retrasado la finalización del Palacio Nacional de Ajuda, por lo que, con la invasión francesa de 1807, la familia real huyó a Río de Janeiro. Cuando regresaron a Portugal en 1821, el rey Juan VI los instaló en los palacios de Necessidades y Bemposta.

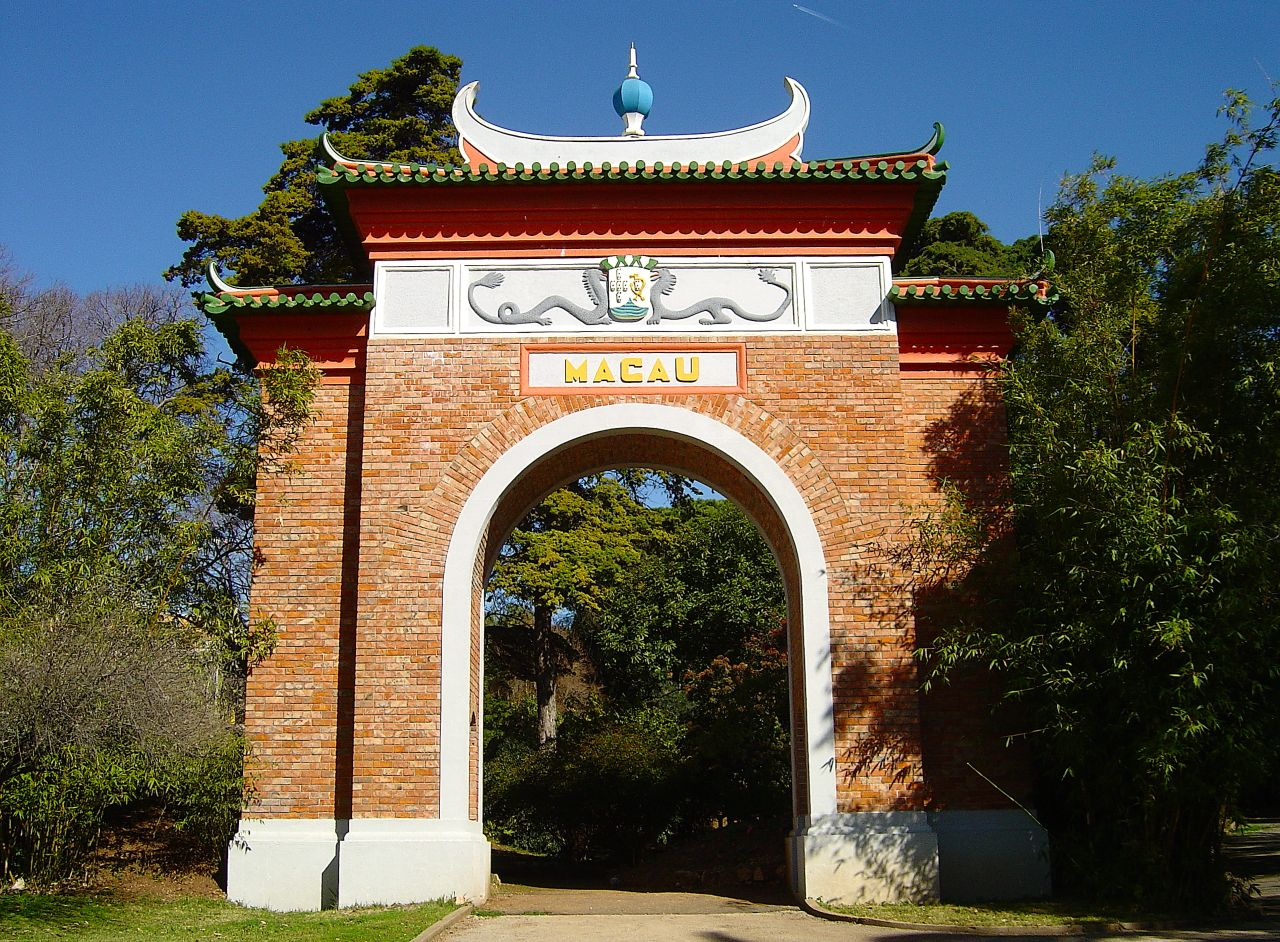
El Jardín Botánico Tropical del Imperio de Ultramar, fundado en 1906.

Belém se fue convirtiendo en una zona industrial, sobre todo en los alrededores de Pedrouços y Bom Sucesso, atrayendo fábricas de diversa índole, como curtidurías, estampadores de metal, vidrieros, fabricantes de loza, textiles, productores de lana y una fábrica de cuerdas para la navegación.
El 28 de diciembre de 1833 se institucionalizó la parroquia civil de Santa María de Belém, que incluía la parroquia de Ajuda, con sede en el Monasterio de los Jerónimos. La rápida industrialización comenzó en este período y continuó a lo largo del siglo XIX; una investigación de 1881 estableció que 25 fábricas producían bienes en la región de Alcântara-Belém, empleando a 1.215 hombres, 812 mujeres y 432 menores. El crecimiento atrajo a muchos nuevos residentes y se construyeron viviendas subvencionadas para apoyar a la industria manufacturera.
Posteriormente, Belém tuvo más autonomía: entre el 11 de septiembre de 1852 y el 18 de junio de 1885 existió un municipio independiente de Belém, presidido por su primer presidente, el historiador Alexandre Herculano. El municipio incluía las parroquias de Nossa Senhora da Ajuda, Santa Maria de Belém, parte de São Pedro de Alcântara, Santa Isabel y São Sebastião da Pedreira, así como Nossa Senhora do Amparo de Benfica, São Lourenço de Carnide y Menino Jesus de Odivelas. La familia real del rey Luis de Portugal y la reina María Pía de Saboya comenzó a residir en el Palacio Nacional de Ajuda.

### República

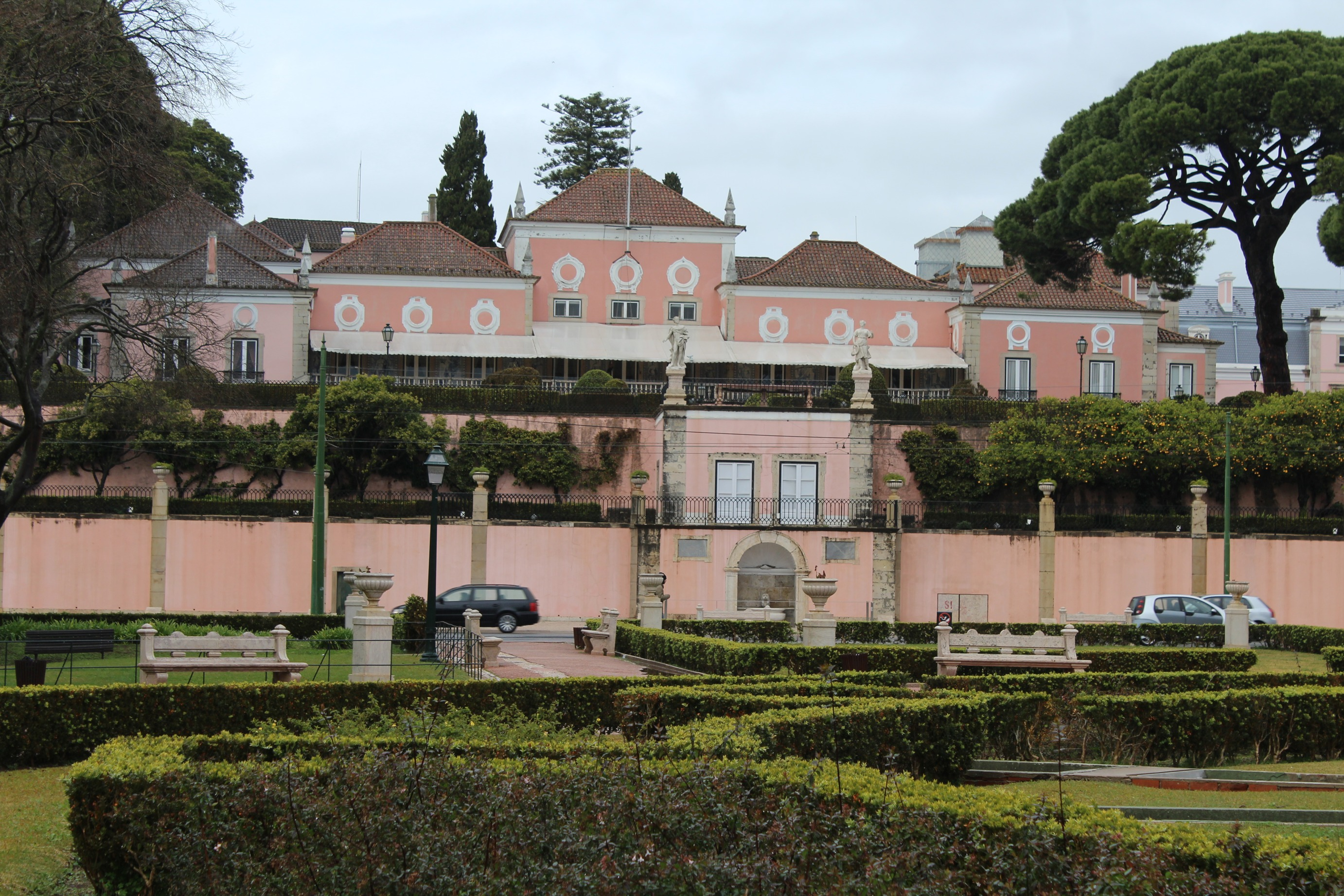
El Palacio de Belém se convirtió en la residencia oficial del Presidente de Portugal tras la Revolución de 1910.

Belém también fue el lugar para el desarrollo de muchos proyectos urbanos, como la construcción de un vertedero, la apertura de muchos muelles o la apertura de un enlace ferroviario a Cascais, que inicialmente partía de Pedrouços. Socialmente, se establecieron las primeras organizaciones recreativas y culturales, y la zona fue un lugar para actividades de ocio.
En la transición al siglo XX, Belém había crecido considerablemente, con el establecimiento de servicios eléctricos dentro del área y significativamente con la exposición portuguesa de 1940. La Expo de 1940 resultó en la demolición del núcleo más antiguo de Belém, la Praça do Império. y el inicio de una etapa de construcciones monumentales que, junto con la arquitectura histórica preexistente (como el Monasterio de los Jerónimos, la Torre de Belém y el Palacio de Belém) comenzaron a ocupar la costanera. Esto incluyó el icónico Padrão dos Descobrimentos y el moderno Centro Cultural de Belém que ayudó a promover la exploración turística y cultural de la margen norte del Tajo.
Hasta 2012, la zona de Belém contaba con su propia parroquia histórica, denominada Santa María de Belém. En 2012, la Reforma Administrativa de Lisboa resultó en la fusión de esta última y la parroquia de São Francisco Xavier, creando así la nueva parroquia de Belém.

## Geografía

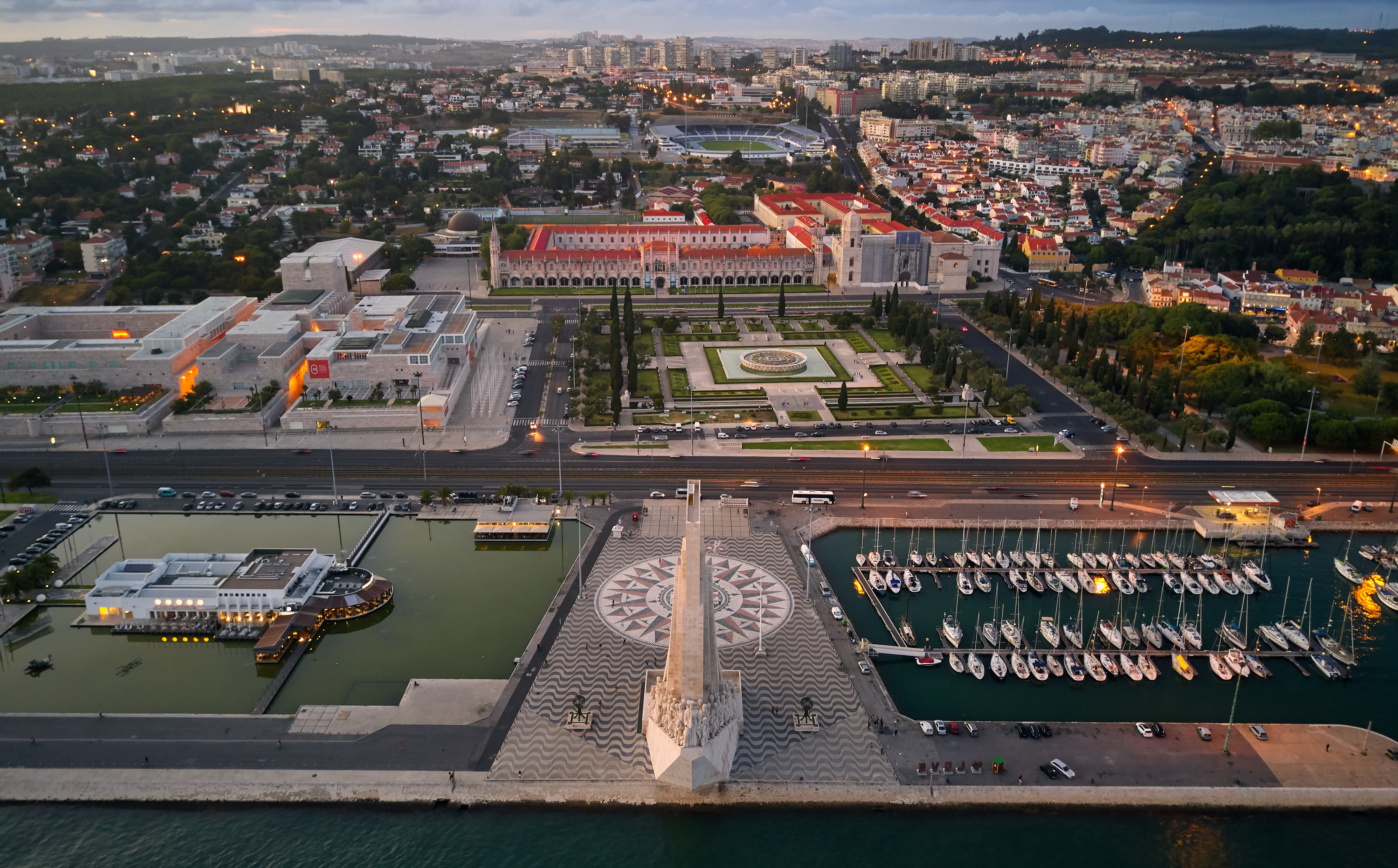
Una vista aérea de la Praça do Império (Plaza Imperial) de Belém.

El límite suroeste de la ciudad de Lisboa, Belém está delimitado por el estuario del Tajo al sur, los márgenes del río Algés y la autopista IC17-CRIL, al oeste, hasta el límite norte de la autopista A5). Además, el río Alcântara y los antiguos límites orientales de la parroquia de São Francisco Xavier, hasta la Estrada de Queluz ( Camino de Queluz ) llega a la autopista A5.
Limita con las parroquias de Alcântara al este, Ajuda al noreste y Benfica al norte; y al oeste con el municipio de Oeiras (Algés).
Además de los edificios y avenidas históricas, Belém es la ubicación del Jardim do Ultramar ( en español: Jardín de Ultramar ), varios bloques de espacios verdes que incluyen los jardines de la Praça do Império ( en español: Jardines Imperiales ), el Jardim Vasco de Gama ( en español: Jardín de Vasco da Gama ), Afonso de Albuquerque Square y Jardim Agricola Tropical (en español: Museo del Jardín Tropical ). Estos jardines cubren una gran parte del área frente al mar, rodeando los edificios de la Rua de Belém y adosados a los jardines del Palacio de Belém . También en Belém se ubica el extremo suroeste del Parque Forestal de Monsanto.

## Demografía
| Gráfica de evolución demográfica de Belém entre 2011 y 2021 |
|                                                             |
| Datos según el nomenclátor publicado por el INE portugués.  |

## Arquitectura

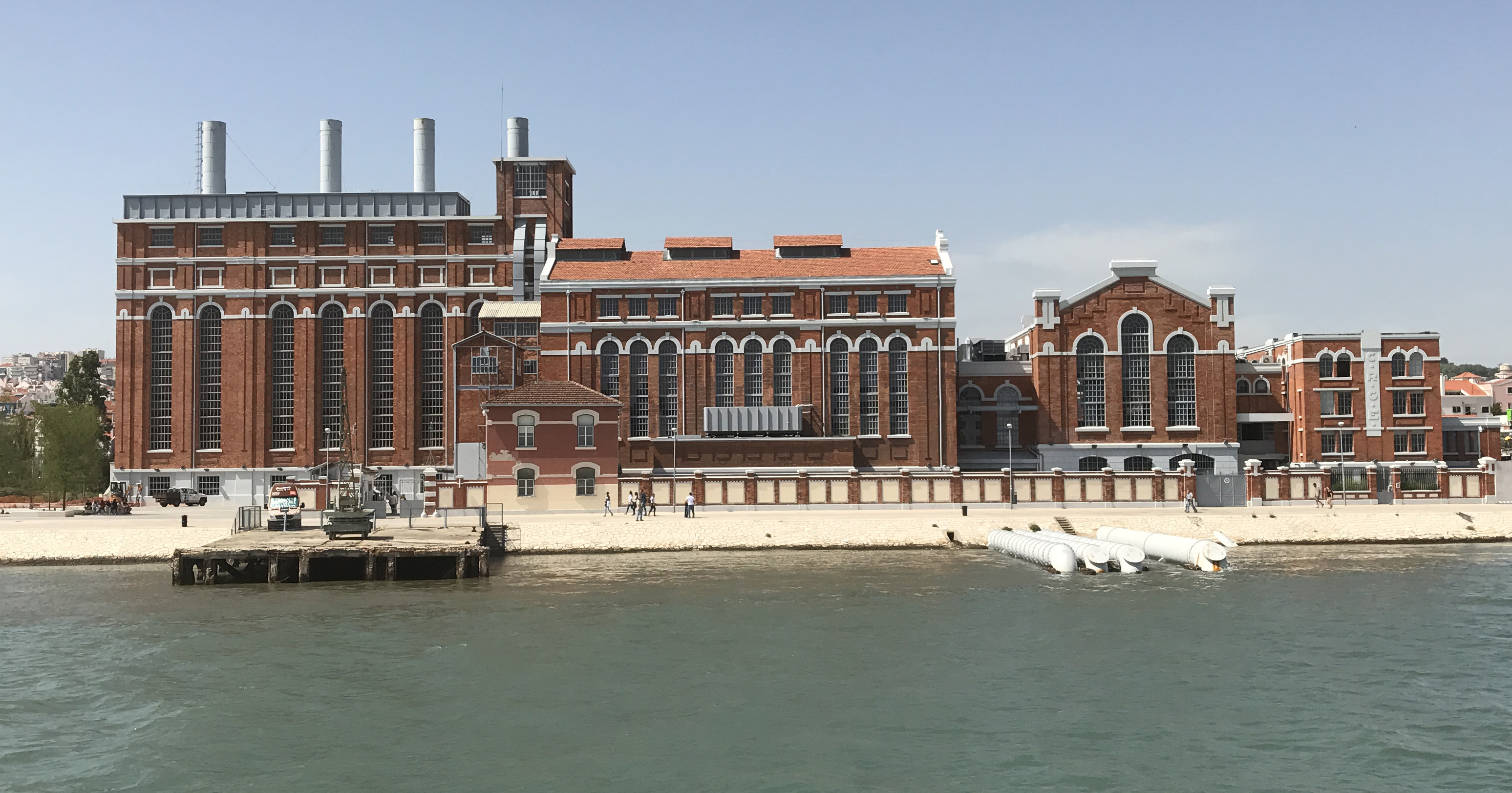
La Central Eléctrica del Tajo, construida en 1908, ahora alberga el Museo de la Electricidad.

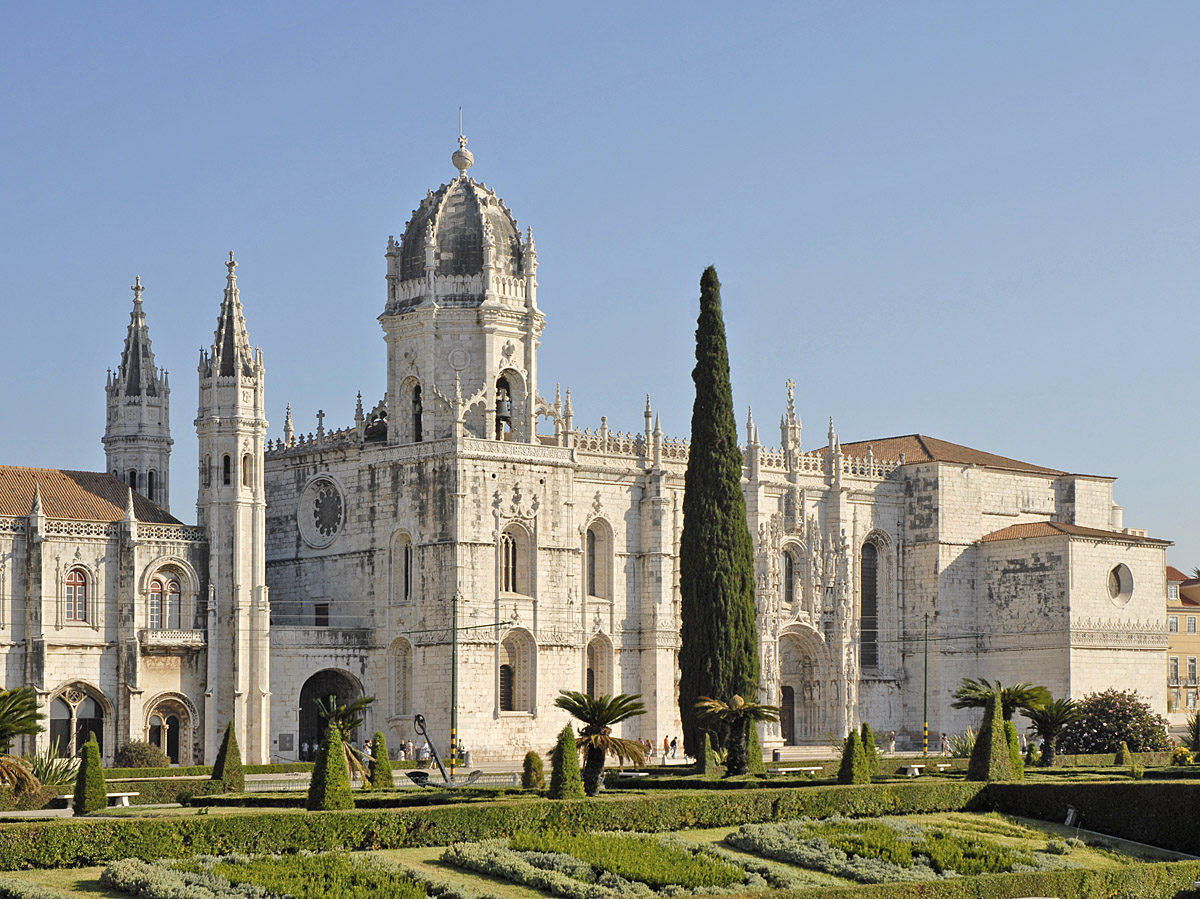
El Monasterio de los Jerónimos, construido en el siglo XVI, es una obra maestra de la arquitectura manuelina.

Belém es reconocida por su concentración de monumentos nacionales y espacios públicos, que incluyen una mezcla de edificios históricos y símbolos modernos de la cultura portuguesa. Esta yuxtaposición de iconos famosos se desarrolló a partir de la importante posición militar de Belém a lo largo de la desembocadura del Tajo; su papel en la exploración en la India y el Lejano Oriente (el Caminho das Índias); y la construcción en los siglos XVII y XVIII de residencias reales y fincas nobles en la parroquia tras la destrucción derivada del terremoto y el tsunami de 1755.
La calle principal y avenida histórica de Belém es la Rua de Belém, una franja de edificios de 160 años que han sobrevivido a varios años de cambio y modernización. Esto incluye la famosa pastelería Fábrica de Pasteis de Belém conocida por un dulce portugués específico: pastel de Belém (pl.: pastéis de Belém ), una tarta de huevo hecha con hojaldre.

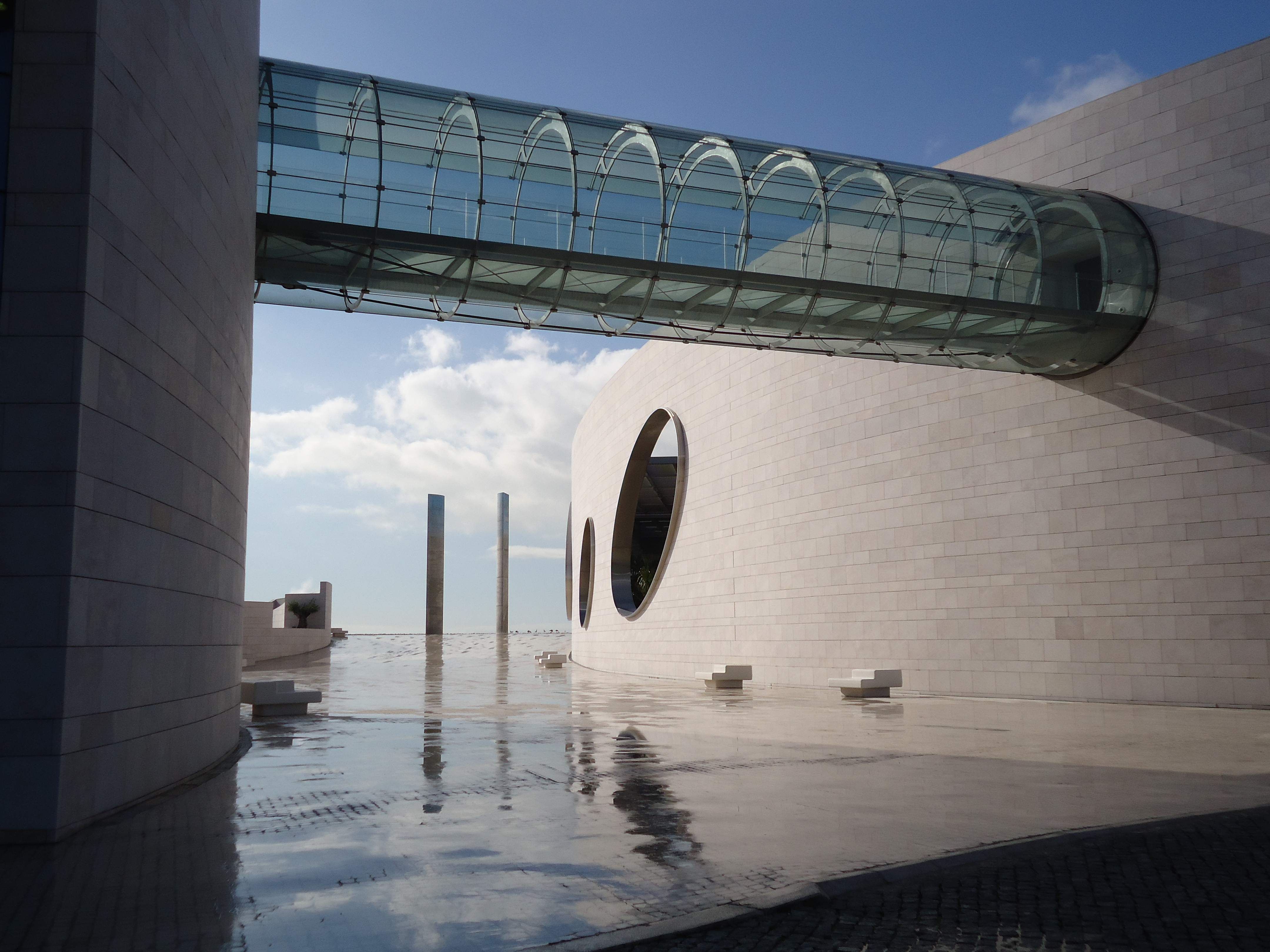
Fundación Champalimaud, uno de los principales centros de investigación del mundo.

En el corazón de Belém se encuentra la Praça do Império, una avenida de espacios abiertos y jardines, con una fuente central, que fue diseñada durante la Segunda Guerra Mundial . Al oeste de los jardines se encuentra el Centro Cultural de Belém, construido en 1992 durante el mandato de Portugal en la presidencia rotatoria de la Unión Europea. Ahora es un complejo de artes, que contiene el Museu Colecção Berardo de Belém. Al sureste de los jardines se encuentra el Palacio de Belém (1770), residencia oficial del presidente portugués. Quinientos metros al este de la Praça do Império se encuentra la otra plaza principal de Belém, Praça Afonso de Albuquerque .

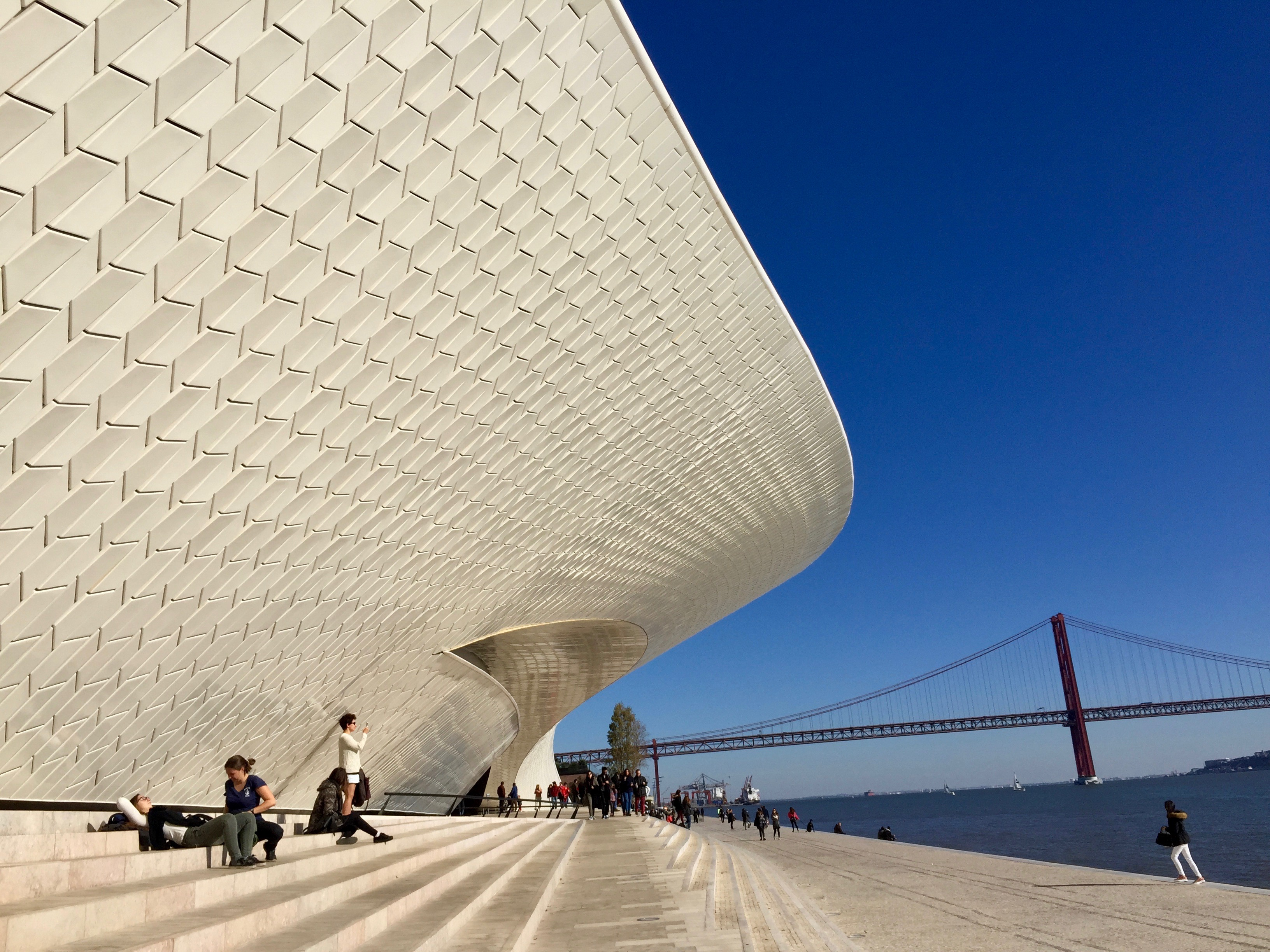
MAAT, el Museo de Arte, Arquitectura y Tecnología.

Belém alberga otros museos: Museu da Electricidade (Museo de la Electricidad), Museo de Arte, Arquitectura y Tecnología, Museu do Centro Científico e Cultural de Macau ( Museo Cultural de Macao), Museu de Arte Popular (Museo de Arte Popular), Museu Nacional dos Coches (Museo del Carruaje), y Museu da Presidência da República (Museo Presidencial).

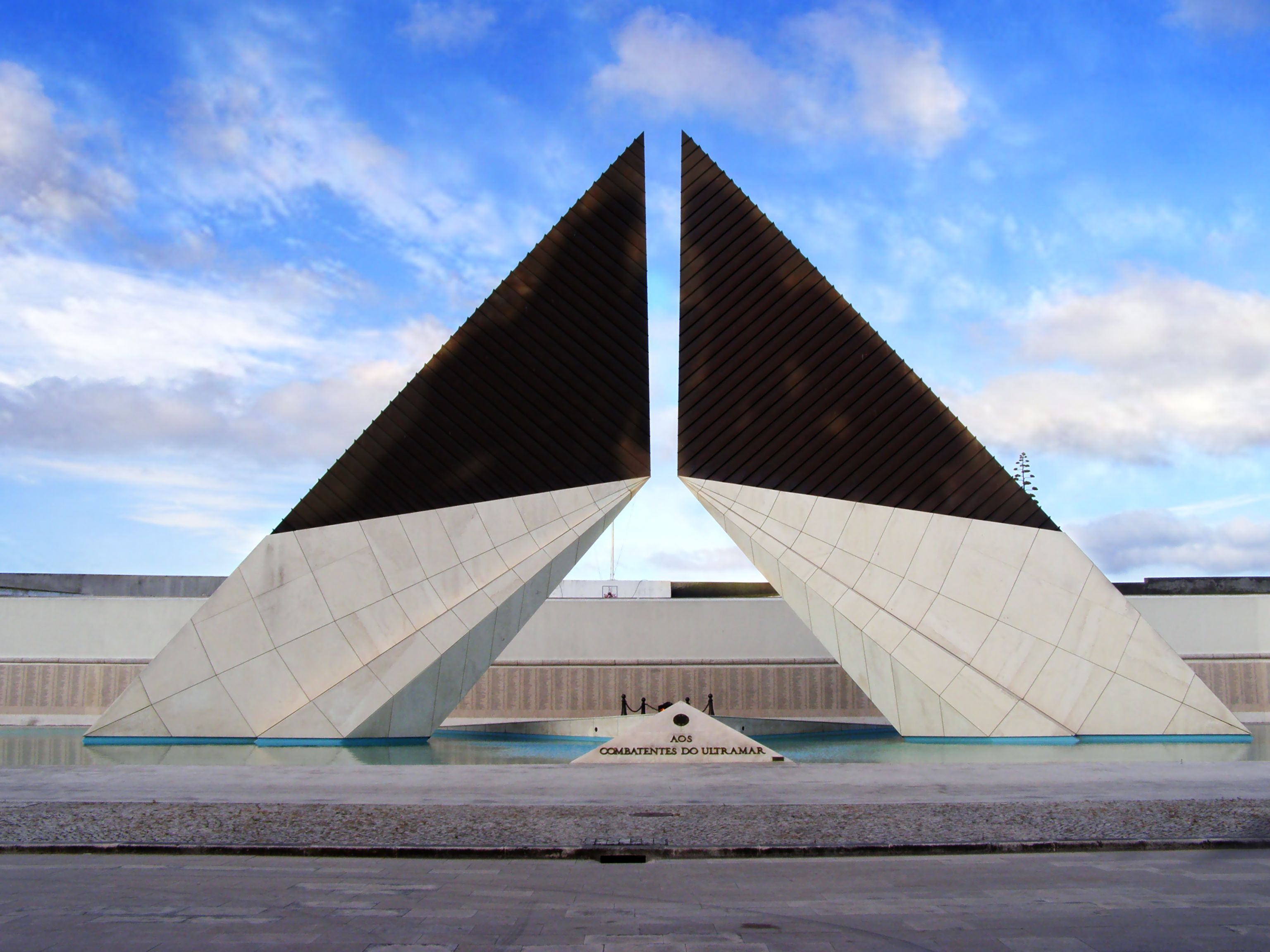
Monumento a los Combatientes de la guerra colonial portuguesa.

Belenenses, un reconocido club deportivo de Lisboa tiene su sede en Belém, conocido comúnmente como el "cuarto gran equipo", porque hasta 1982 fue uno de los cuatro equipos portugueses (los otros son Benfica, Sporting y Oporto ) que nunca descendieron a la segunda división. En su historia, Belenenses ganó una vez el Campeonato de Portugal y tres veces la Copa de Portugal.

### Edificios civiles
- Torre de Belém ( en portugués: Torre de Belém   ) - construida en el afloramiento rocoso/isla a lo largo del margen norte del río Tajo como parte de un sistema defensivo para proteger el acceso al estuario del Tajo previsto por Juan II de Portugal, es uno de los símbolos icónicos de la parroquia de Belém. Originalmente, la Torre de San Vicente ( en portugués: Torre de São Vicente ), fue mandada edificar por Manuel I de Portugal (1515-1520) para custodiar la entrada al puerto de Belém. Se encontraba en una pequeña isla en el lado derecho del Tajo, rodeada de agua.
- Monumento a los Descubrimientos ( en portugués: Padrão dos Descobrimentos ) - Situada en el borde de la orilla norte del Tajo, esta losa de hormigón de 52 metros de altura fue erigida en 1960 para conmemorar el 500 aniversario de la muerte de Enrique el Navegante. El monumento está esculpido en forma de proa de barco, con decenas de figuras de la historia portuguesa siguiendo una estatua del infante Enrique esculpida en bajorrelieve. Adyacente al monumento hay una plaza de empedrado portugués en forma de mapa, que muestra las rutas de varios exploradores portugueses, durante la Era de los Descubrimientos.
- Pabellón tailandés ( en portugués: Sala Thai ) - Situado dentro del Jardín Vasco Da Gama, un regalo del Gobierno Real de Tailandia en honor al 500.º aniversario del establecimiento de las relaciones bilaterales entre Tailandia y Portugal. El pabellón fue inaugurado por su Alteza Real la Princesa Maha Chakri Sirindhorn y el alcalde de Lisboa, el Sr. Antonio Costa, el 21 de febrero de 2012.[12] Construido en Bangkok, el monumento fue enviado a Lisboa siguiendo la misma ruta del navegante-diplomático portugués Duarte Fernandes en 1511. El monumento reafirma las relaciones diplomáticas entre Tailandia y Portugal; la alianza más antigua de Tailandia con una nación europea. La estructura roja y dorada se inspira en el Monasterio de los Jerónimos, pero sigue las tradiciones tailandesas, como el ensamblaje sin utilizar ningún metal, clavos o tornillos, y un techo cubierto con motivos que recuerdan las escamas de un dragón. Siendo sólo una de las cuatro estructuras similares que se encuentran fuera de Tailandia, la Sala Thai es uno de los monumentos más singulares de Lisboa.[13]

### Edificios religiosos
- Monasterio de los Jerónimos ( en portugués: Mosteiro dos Jerónimos ) – ubicado a lo largo de la Praça do Império (Plaza del Imperio), frente al Padrão dos Descobrimentos (Monumento a los Descubrimientos), fue construido originalmente para apoyar a los peregrinos que viajaban en la región por Enrique el Navegante; ampliado y elaborado a partir de 1501 por arquitectos para el rey Manuel I de Portugal para servir de lugar de descanso a los miembros de la Casa de Avís; y como iglesia para los aventureros marineros que se embarcaron durante la Era de los Descubrimientos, tras el exitoso viaje de Vasco da Gama a la India. La construcción fue financiada por un impuesto sobre las especias orientales y, con el tiempo, llegó a representar los descubrimientos históricos portugueses, convirtiéndose con el tiempo en un monumento nacional y Patrimonio de la Humanidad de la UNESCO, que alberga (además del arte religioso y los muebles de su pasado) artefactos y exposiciones como el Museu Nacional de Arqueologia (Museo Arqueológico Nacional) y el Museu da Marinha (Museo Marítimo) dentro de sus paredes.